# Haematopota hastata
Haematopota hastata är en tvåvingeart som beskrevs av Austen 1914. Haematopota hastata ingår i släktet Haematopota och familjen bromsar. Inga underarter finns listade i Catalogue of Life.